# ISA World Surfing Games de 2021
Os ISA World Surfing Games de 2021 levaram-se a cabo através das ondas de La Bocana e El Sunzal em Surf City em El Salvador, de 29 de maio a 6 de junho de 2021. O evento originalmente estava programado para realizar-se do 9 a 17 de maio de 2020, mas adiou-se devido à Pandemia de COVID-19. O evento esteve organizado pela Associação Internacional de Surf.

## Desenvolvimento

### Cerimónia de abertura
Em 29 de maio, o presidente da República Nayib Bukele, inaugurou os ISA World Surfing Games de 2021, que se levaram a cabo nas praias de La Bocana e El Sunzal, no departamento de La Liberdad, esta competição fez parte do caminho que os surfistas percorrem para classificar aos Jogos Olímpicos de Verão de 2020.
Com a representação de dois atletas por delegação, foram desfilando os surfistas com os seus respectivos estandartes e areia trazida dos seus países, que verteram num único recipiente como parte da Cerimónia das Areias do Mundo. Areia que se traduz numa única nação e que, durante nove dias, foi a protagonista de uma das festas mais importantes que El Salvador tenha organizado na disciplina do surf.

### Delegações participantes
(49 países e 2 territórios autónomos competiram pela classificação).
| Lista de equipas participantes |
| --- |
| 1. Afeganistão 2. Alemanha 3. Argélia 4. Argentina 5. Austrália 6. Barbados 7. Bélgica 8. Brasil 9. Canadá 10. Chile 11. Colômbia 12. Costa Rica 13. Dinamarca 14. Equador 15. El Salvador 16. Espanha 17. Estados Unidos 18. Filipinas 19. França 20. Grécia 21. Hungria 22. Indonésia 23. Irão 24. Irlanda 25. Ilhas Virgens Americanas 26. Israel 27. Itália 28. Jamaica 29. Japão 30. Marrocos 31. México 32. Nicarágua 33. Nova Zelândia 34. Países Baixos 35. Panamá 36. Peru 37. Portugal 38. Porto Rico 39. Reino Unido 40. Taipé Chinesa 41. República Dominicana 42. Rússia 43. Samoa Americana 44. Senegal 45. África do Sul 46. Suécia 47. Suíça 48. Turquia 49. Ucrânia 50. Uruguai 51. Venezuela |

## Resultados

### Medalhistas
| Evento           | Ouro                                                                                               | Prata                                                                                                 | Bronze |
| ---------------- | -------------------------------------------------------------------------------------------------- | --- | --- |
| Homens           | Joan Duru · França                                                                                 | Kanoa Igarashi · Japão                                                                                | Jérémy Florès · França                                                                                             |
| Mulheres         | Sally Fitzgibbons · Austrália                                                                      | Yolanda Sequeira · Portugal                                                                           | Teresa Bonvalot · Portugal                                                                                         |
| Pontos de equipa | França · Michel Bourez · Joan Duru · Jeremy Flores · Pauline Ado · Cannelle Bulard · Vahiné Fierro | Japão · Kanoa Igarashi · Shun Murakami · Hiroto Ohhara · Mahina Maeda · Shino Matsuda · Amuro Tsuzuki | Portugal · Miguel Blanco · Frederico Morais · Vasco Ribeiro · Teresa Bonvalot · Carolina Mendes · Yolanda Sequeira |

### Tabela de medalhas
| Pos.               | País               | Ouro | Prata | Bronze | Total |
| ------------------ | ------------------ | ---- | ----- | ------ | ----- |
| 1                  | França             | 2    | 0     | 1      | 3     |
| 2                  | Austrália          | 1    | 0     | 0      | 1     |
| 3                  | Japão              | 0    | 2     | 0      | 2     |
| 4                  | Portugal           | 0    | 1     | 2      | 3     |
| Total (4 entradas) | Total (4 entradas) | 3    | 3     | 3      | 9     |

## Estatísticas por dia

### Dia 1

#### Homens
| N.º | Competidor                | País           | Pontos Totais |
| --- | ------------------------- | -------------- | ------------- |
| 13  | Ítalo Ferreira            | Brasil         | 16.43         |
| 20  | Noé Mar McGonagle         | Costa Rica     | 16.40         |
| 24  | Ryan Callinan             | Austrália      | 13.74         |
| 2   | Cody Young                | Canadá         | 13.67         |
| 3   | Frederico Morais          | Portugal       | 13.43         |
| 17  | Hiroto Ohhara             | Japão          | 13.37         |
| 15  | Rio Waida                 | Indonésia      | 13.26         |
| 16  | Anthony Fillingim         | Costa Rica     | 12.97         |
| 6   | Jonathan Gonzalez         | Espanha        | 12.84         |
| 10  | Vasco Ribeiro             | Portugal       | 12.50         |
| 21  | Gabriel Medina            | Brasil         | 12.50         |
| 3   | Porfirio Miranda          | El Salvador    | 12.14         |
| 16  | John Mark Tokong          | Filipinas      | 11.90         |
| 19  | Oney Anwar                | Indonésia      | 11.76         |
| 23  | Joan Duru                 | França         | 11.70         |
| 20  | Cessar Amador             | Nicarágua      | 11.50         |
| 12  | Matt McGillivray          | África do Sul  | 10.76         |
| 8   | Giorgio Gomez             | Colômbia       | 10.73         |
| 11  | Yoni Klein                | Israel         | 10.73         |
| 2   | Dylan Southworth          | México         | 10.67         |
| 1   | Ramzi Boukhiam            | Marrocos       | 10.46         |
| 15  | Francisco Bellorin        | Venezuela      | 10.40         |
| 7   | Eithan Osborne            | Israel         | 10.37         |
| 1   | Joshua Burke              | Barbados       | 10.30         |
| 4   | Lucca Mesina              | Peru           | 10.30         |
| 19  | I Ketut Agus Aditya Putra | Indonésia      | 10.30         |
| 3   | Angelo Bonomelli          | Itália         | 10.26         |
| 23  | Jose Lopez                | Venezuela      | 10.17         |
| 22  | Aritz Aranburu            | Espanha        | 10.10         |
| 5   | Ryan Huckabee             | Estados Unidos | 10.07         |

#### Mulheres
| N.º | Competidora         | País           | Pontos Totais |
| --- | ------------------- | -------------- | ------------- |
| 5   | Alyssa Spencer      | Estados Unidos | 16.00         |
| 24  | Shino Matsuda       | Japão          | 14.40         |
| 14  | Brisa Hennessy      | Costa Rica     | 13.50         |
| 6   | Teresa Bonvalot     | Portugal       | 13.24         |
| 9   | Sofia Mulanovich    | Peru           | 13.16         |
| 16  | Tatiana Weston-Webb | Brasil         | 13.16         |
| 2   | Rachel Presti       | Alemanha       | 13.00         |
| 21  | Mahina Maeda        | Japão          | 12.93         |
| 8   | Daniella Rosas      | Peru           | 12.67         |
| 12  | Nilbie Blancada     | Filipinas      | 12.30         |
| 12  | Amuro Tsuzuki       | Japão          | 12.26         |
| 6   | Havanna Cabrero     | Porto Rico     | 11.94         |
| 10  | Leticia Canais      | Espanha        | 11.60         |
| 15  | Noah Klapp          | Alemanha       | 11.47         |
| 15  | Pauline Ado         | França         | 11.24         |
| 11  | Ornela Pellizzari   | Argentina      | 11.00         |
| 23  | Bethany Zelasko     | Canadá         | 10.94         |
| 17  | Paige Hareb         | Nova Zelândia  | 10.83         |
| 10  | Anat Lelior         | Israel         | 10.67         |
| 3   | Leilani McGonagle   | Costa Rica     | 10.60         |
| 16  | Dominic Barona      | Equador        | 10.50         |
| 4   | Sally Fitzgibbons   | Austrália      | 10.34         |
| 19  | Camilla Kemp        | Alemanha       | 10.10         |
| 4   | Asaya Brusa         | México         | 10.00         |
| 22  | Lucia Indurain      | Argentina      | 9.93          |
| 7   | Ariane Ochoa        | Espanha        | 9.73          |
| 22  | Mathea Olin         | Canadá         | 9.67          |
| 17  | Valentina Resano    | Nicarágua      | 9.26          |
| 5   | Chelsea Roett       | Barbados       | 8.97          |
| 9   | Rheanna Rosenbaum   | Bélgica        | 8.74          |

### Dia 2

#### Homens
| N.º | Competidor         | País           | Pontos Totais |
| --- | ------------------ | -------------- | ------------- |
| 29  | Filipe Toledo      | Brasil         | 17.70         |
| 46  | Bryan Perez        | El Salvador    | 14.16         |
| 43  | Ítalo Ferreira     | Brasil         | 13.93         |
| 45  | Hiroto Ohhara      | Japão          | 13.66         |
| 47  | Stanley Norman     | Reino Unido    | 13.64         |
| 42  | Vasco Ribeiro      | Portugal       | 13.33         |
| 25  | Kanoa Igarashi     | Japão          | 13.00         |
| 45  | Oney Anwar         | Indonésia      | 13.00         |
| 49  | Kanoa Igarashi     | Japão          | 12.83         |
| 37  | Frederico Morais   | Portugal       | 12.67         |
| 54  | Leon Glatzer       | Alemanha       | 12.57         |
| 47  | Joan Duru          | França         | 12.53         |
| 54  | Manuel Selman      | Chile          | 12.46         |
| 38  | Cody Young         | Canadá         | 12.27         |
| 50  | Miguel Tudela      | Peru           | 12.27         |
| 43  | Rio Waida          | Indonésia      | 12.26         |
| 44  | Francisco Bellorin | Venezuela      | 12.26         |
| 38  | Joshua Burke       | Barbados       | 12.24         |
| 41  | Shun Murakami      | Japão          | 12.00         |
| 50  | Aboubakr Bouaouda  | Marrocos       | 11.90         |
| 36  | Alonso Correia     | Peru           | 11.77         |
| 39  | Ryan Huckabee      | Estados Unidos | 11.73         |
| 39  | Julian Wilson      | Austrália      | 11.70         |
| 48  | Aritz Aranburu     | Espanha        | 11.67         |
| 51  | Filipe Toledo      | Brasil         | 11.60         |
| 30  | Alan Cleland       | México         | 11.50         |
| 44  | Luke Dillon        | Reino Unido    | 11.50         |
| 54  | Alonso Correia     | Peru           | 11.37         |
| 31  | Santiago Muñiz     | Argentina      | 11.27         |
| 37  | Isauro Elizondo    | Panamá         | 11.27         |

#### Mulheres
| N.º | Competidora           | País           | Pontos Totais |
| --- | --------------------- | -------------- | ------------- |
| 25  | Caroline Marks        | Estados Unidos | 15.33         |
| 29  | Carissa Moore         | Estados Unidos | 14.93         |
| 26  | Yolanda Sequeira      | Portugal       | 14.34         |
| 32  | Stephanie Gilmore     | Austrália      | 13.50         |
| 34  | Sally Fitzgibbons     | Austrália      | 12.34         |
| 27  | Marcela Machado       | Uruguai        | 11.50         |
| 36  | Teresa Bonvalot       | Portugal       | 11.10         |
| 37  | Anat Lelior           | Israel         | 11.00         |
| 34  | Rachel Presti         | Alemanha       | 10.96         |
| 36  | Daniella Rosas        | Peru           | 10.94         |
| 39  | Noah Klapp            | Alemanha       | 10.73         |
| 39  | Candelaria Resano     | Nicarágua      | 10.57         |
| 31  | Claire Bevilacqua     | Itália         | 9.93          |
| 35  | Ariane Ochoa          | Espanha        | 9.93          |
| 30  | Taina Angel Izquierdo | Indonésia      | 9.50          |
| 31  | Eva Luna Woodland     | Costa Rica     | 9.43          |
| 38  | Leticia Canales       | Espanha        | 9.33          |
| 43  | Mahina Maeda          | Japão          | 9.27          |
| 29  | Susana Berrezueta     | Equador        | 9.20          |
| 46  | Melanie Giunta        | Peru           | 9.20          |
| 30  | Carolina Mendes       | Portugal       | 9.07          |
| 31  | Delfina Morosini      | Uruguai        | 9.04          |
| 40  | Pauline Ado           | França         | 8.83          |
| 33  | Leilani McGonagle     | Costa Rica     | 8.77          |
| 32  | Shelby Detmers        | México         | 8.50          |
| 46  | Yolanda Sequeira      | Portugal       | 8.40          |
| 26  | Faviola Alcalá        | Porto Rico     | 8.33          |
| 28  | Melanie Giunta        | Peru           | 8.13          |
| 48  | Taina Angel Izquierdo | Indonésia      | 8.13          |
| 36  | Chelsea Roett         | Barbados       | 8.10          |

### Dia 3

#### Homens
| N.º | Competidor            | País          | Pontos Totais |
| --- | --------------------- | ------------- | ------------- |
| 85  | Rafael Pereira        | Venezuela     | 14.83         |
| 59  | Hiroto Ohhara         | Japão         | 14.60         |
| 87  | Jose Ignacio Gundesen | Argentina     | 14.43         |
| 81  | Maximiliano Cross     | Chile         | 14.34         |
| 85  | Oliver Hartkopp       | Dinamarca     | 14.10         |
| 85  | Edoardo Papa          | Itália        | 14.00         |
| 60  | Aritz Aranburu        | Espanha       | 13.67         |
| 81  | Tom Boelsma           | Países Baixos | 13.17         |
| 61  | Kanoa Igarashi        | Japão         | 12.83         |
| 91  | Kian Martin           | Suécia        | 12.43         |
| 78  | Jhony Corzo           | México        | 12.33         |
| 82  | Leandro Usuna         | Argentina     | 12.33         |
| 93  | Jack Verbraeken       | Bélgica       | 12.20         |
| 83  | Greyson Grant         | Suécia        | 12.17         |
| 58  | Vasco Ribeiro         | Portugal      | 12.00         |
| 63  | Alan Cleland          | México        | 11.93         |
| 79  | Kaspar Hamminga       | Países Baixos | 11.87         |
| 89  | Kalum Tempere         | Canadá        | 11.67         |
| 84  | Jean Gonzalez         | Panamá        | 11.50         |
| 92  | Marco Giorgi          | Uruguai       | 11.43         |
| 88  | Israel Barona         | Equador       | 11.17         |
| 79  | Ricardo Delgado       | Porto Rico    | 11.16         |
| 56  | Julian Wilson         | Austrália     | 10.83         |
| 56  | Isauro Elizondo       | Panamá        | 10.60         |
| 90  | Dwight Pastrana       | Porto Rico    | 10.56         |
| 83  | Elton Sanchez         | Nicarágua     | 10.50         |
| 61  | Michel Bourez         | França        | 10.44         |
| 87  | Jackson Obando        | Nicarágua     | 10.34         |
| 92  | Carlos Goncalves      | Equador       | 10.33         |
| 79  | Carlos Escobar        | Guatemala     | 10.17         |

#### Mulheres
| N.º | Competidora       | País            | Pontos Totais |
| --- | ----------------- | --------------- | ------------- |
| 69  | Rosanny Alvarez   | Venezuela       | 17.57         |
| 77  | Nadia Erostarbe   | Espanha         | 16.84         |
| 55  | Yolanda Sequeira  | Portugal        | 15.77         |
| 72  | Giada Legati      | Itália          | 15.00         |
| 65  | Cannelle Bulard   | França          | 13.33         |
| 74  | Vahiné Fierro     | França          | 13.17         |
| 55  | Stephanie Gilmore | Austrália       | 12.94         |
| 54  | Lucia Indurain    | Argentina       | 12.50         |
| 67  | Lucille Jarrard   | Samoa Americana | 12.23         |
| 68  | Kailani Johnson   | Indonésia       | 12.17         |
| 71  | Enilda Alonso     | Panamá          | 12.10         |
| 79  | Delfina Morosini  | Uruguai         | 12.03         |
| 67  | Vea Estrellado    | Filipinas       | 12.00         |
| 69  | Emily Currie      | Reino Unido     | 12.00         |
| 65  | Emily Gussoni     | Itália          | 11.37         |
| 49  | Leilani McGonagle | Costa Rica      | 11.06         |
| 52  | Pauline Ado       | França          | 10.77         |
| 51  | Noah Klapp        | Alemanha        | 10.73         |
| 53  | Paige Hareb       | Nova Zelândia   | 10.57         |
| 73  | Jessica Anderson  | Chile           | 10.53         |
| 53  | Mahina Maeda      | Japão           | 10.50         |
| 55  | Claire Bevilacqua | Itália          | 10.27         |
| 50  | Alyssa Spencer    | Estados Unidos  | 10.16         |
| 52  | Candelaria Resano | Nicarágua       | 10.10         |
| 49  | Daniella Rosas    | Peru            | 9.87          |
| 76  | Maria Torrealba   | Venezuela       | 9.80          |
| 52  | Ornela Pellizzari | Argentina       | 9.60          |
| 74  | Isabella Goodwin  | Panamá          | 9.44          |
| 51  | Estela López      | Chile           | 9.37          |
| 71  | Evelin Centeno    | El Salvador     | 9.37          |

### Dia 6

#### Homens
| N.º | Competidor                | País           | Pontos Totais |
| --- | ------------------------- | -------------- | ------------- |
| 143 | Owen Wright               | Austrália      | 16.33         |
| 71  | Jérémy Florès             | França         | 16.00         |
| 143 | Manuel Selman             | Chile          | 15.50         |
| 142 | Vasco Ribeiro             | Portugal       | 15.03         |
| 70  | Hiroto Ohhara             | Japão          | 14.13         |
| 139 | Bryan Perez               | El Salvador    | 13.67         |
| 138 | Vasco Ribeiro             | Portugal       | 13.43         |
| 140 | Owen Wright               | Austrália      | 13.37         |
| 70  | Shun Murakami             | Japão          | 12.86         |
| 140 | Alonso Correia            | Peru           | 12.80         |
| 139 | Noé Mar McGonagle         | Costa Rica     | 12.40         |
| 143 | Francisco Bellorin        | Venezuela      | 12.17         |
| 141 | Leonardo Fioravanti       | Itália         | 12.10         |
| 72  | Joan Duru                 | França         | 11.90         |
| 143 | Ramzi Boukhiam            | Marrocos       | 11.43         |
| 144 | Matt McGillivray          | África do Sul  | 11.33         |
| 140 | Alan Cleland              | México         | 11.27         |
| 142 | Lucca Mesinas             | Peru           | 11.17         |
| 144 | Leonardo Fioravanti       | Itália         | 11.17         |
| 72  | Miguel Tudela             | Peru           | 10.90         |
| 72  | I Ketut Agus Aditya Putra | Indonésia      | 10.90         |
| 138 | Matt McGillivray          | África do Sul  | 10.90         |
| 142 | Noé Mar McGonagle         | Costa Rica     | 10.67         |
| 141 | Manuel Selman             | Chile          | 10.57         |
| 71  | Kanoa Igarashi            | Japão          | 10.56         |
| 136 | Ryan Huckabee             | Estados Unidos | 10.17         |
| 141 | Santiago Muñiz            | Argentina      | 9.57          |
| 136 | Francisco Bellorin        | Venezuela      | 9.10          |
| 138 | Yoni Klein                | Israel         | 8.54          |

#### Mulheres
| N.º | Competidora           | País           | Pontos Totais |
| --- | --------------------- | -------------- | ------------- |
| 120 | Stephanie Gilmore     | Austrália      | 15.73         |
| 118 | Alyssa Spencer        | Estados Unidos | 15.47         |
| 118 | Sally Fitzgibbons     | Austrália      | 13.34         |
| 117 | Anat Lelior           | Israel         | 13.10         |
| 119 | Vahiné Fierro         | França         | 12.67         |
| 120 | Bethany Zelasko       | Canadá         | 11.66         |
| 120 | Carolina Mendes       | Portugal       | 11.17         |
| 117 | Amuro Tsuzuki         | Japão          | 11.00         |
| 119 | Delfina Morosini      | Uruguai        | 10.44         |
| 119 | Taina Angel Izquierdo | Indonésia      | 10.30         |
| 118 | Noah Klapp            | Alemanha       | 9.53          |
| 120 | Lorena Fica           | Chile          | 9.16          |
| 117 | Candelaria Resano     | Nicarágua      | 8.87          |
| 119 | Melanie Giunta        | Peru           | 8.20          |
| 118 | Rachel Presti         | Alemanha       | 7.63          |
| 117 | Estela López          | Chile          | 7.17          |

### Dia 7

#### Homens
| N.º | Competidor                | País          | Pontos Totais |
| --- | ------------------------- | ------------- | ------------- |
| 147 | Owen Wright               | Austrália     | 17.23         |
| 151 | Miguel Tudela             | Peru          | 15.57         |
| 149 | Miguel Tudela             | Peru          | 14.30         |
| 148 | Manuel Selman             | Chile         | 14.23         |
| 149 | Leon Glatzer              | Alemanha      | 14.16         |
| 73  | Kanoa Igarashi            | Japão         | 14.10         |
| 74  | Shun Murakami             | Japão         | 13.67         |
| 149 | Vasco Ribeiro             | Portugal      | 13.53         |
| 148 | Lucca Mesinas             | Peru          | 13.50         |
| 151 | Lucca Mesinas             | Peru          | 13.50         |
| 73  | Joan Duru                 | França        | 13.43         |
| 150 | Hiroto Ohhara             | Japão         | 13.20         |
| 147 | Leon Glatzer              | Alemanha      | 12.90         |
| 146 | Miguel Tudela             | Peru          | 12.74         |
| 145 | Manuel Selman             | Chile         | 12.60         |
| 150 | Leon Glatzer              | Alemanha      | 12.33         |
| 145 | Vasco Ribeiro             | Portugal      | 11.84         |
| 147 | Matt McGillivray          | África do Sul | 11.13         |
| 146 | Lucca Mesinas             | Peru          | 10.77         |
| 150 | Manuel Selman             | Chile         | 10.73         |
| 145 | Aritz Aranburu            | Espanha       | 10.60         |
| 151 | I Ketut Agus Aditya Putra | Indonésia     | 10.13         |
| 74  | Jeremy Flores             | França        | 10.10         |
| 148 | Owen Wright               | Austrália     | 9.97          |
| 146 | Bryan Perez               | El Salvador   | 9.37          |
| 73  | Hiroto Ohhara             | Japão         | 9.20          |
| 74  | I Ketut Agus Aditya Putra | Indonésia     | 9.17          |
| 145 | Isauro Elizondo           | Panamá        | 8.26          |

#### Mulheres
| N.º | Competidora       | País           | Pontos Totais |
| --- | ----------------- | -------------- | ------------- |
| 121 | Sally Fitzgibbons | Austrália      | 13.03         |
| 62  | Daniella Rosas    | Peru           | 11.93         |
| 123 | Mahina Maeda      | Japão          | 11.80         |
| 62  | Leilani McGonagle | Costa Rica     | 11.63         |
| 122 | Alyssa Spencer    | Estados Unidos | 11.00         |
| 121 | Vahiné Fierro     | França         | 10.80         |
| 61  | Teresa Bonvalot   | Portugal       | 10.53         |
| 62  | Paige Hareb       | Nova Zelândia  | 9.77          |
| 61  | Yolanda Sequeira  | Portugal       | 9.63          |
| 122 | Amuro Tsuzuki     | Japão          | 9.63          |
| 124 | Pauline Ado       | França         | 9.60          |
| 121 | Bethany Zelasko   | Canadá         | 9.43          |
| 124 | Alyssa Spencer    | Estados Unidos | 8.76          |
| 61  | Mahina Maeda      | Japão          | 8.70          |
| 121 | Anat Lelior       | Israel         | 8.67          |
| 123 | Amuro Tsuzuki     | Japão          | 8.36          |
| 62  | Lucia Indurain    | Argentina      | 8.30          |
| 61  | Pauline Ado       | França         | 8.03          |
| 123 | Lucia Indurain    | Argentina      | 7.64          |
| 124 | Vahiné Fierro     | França         | 7.46          |
| 124 | Paige Hareb       | Nova Zelândia  | 7.00          |
| 122 | Delfina Morosini  | Uruguai        | 6.77          |
| 122 | Stephanie Gilmore | Austrália      | 6.03          |

### Dia 8

#### Homens
| Final | Final          | Final  | Final  |
| N.º   | Competidor     | País   | Pontos |
| ----- | -------------- | ------ | ------ |
| 1     | Joan Duru      | França | 14.94  |
| 2     | Kanoa Igarashi | Japão  | 13.74  |
| 3     | Jérémy Florès  | França | 12.94  |
| 4     | Hiroto Ohhara  | Japão  | 6.83   |

#### Mulheres
| Final | Final             | Final     | Final  |
| N.º   | Competidora       | País      | Pontos |
| ----- | ----------------- | --------- | ------ |
| 1     | Sally Fitzgibbons | Austrália | 14.1   |
| 2     | Yolanda Sequeira  | Portugal  | 9.2    |
| 3     | Teresa Bonvalot   | Portugal  | 9.04   |
| 4     | Daniella Rosas    | Peru      | 5.26   |

## Classificação

### Homens
| Competidor         | País           |
| ------------------ | -------------- |
| Gabriel Medina     | Brasil         |
| Ítalo_Ferreira     | Brasil         |
| Kolohe Andino      | Estados Unidos |
| John John Florence | Estados Unidos |
| Owen Wright        | Austrália      |
| Julian Wilson      | Austrália      |
| Jérémy Florès      | França         |
| Michel Bourez      | França         |
| Kanoa Igarashi     | Japão          |
| Jordy Smith        | África do Sul  |
| Leon Glatzer       | Alemanha       |
| Miguel Tudela      | Peru           |
| Lucca Mesinas      | Peru           |
| Manuel Selman      | Chile          |
| Rio Waida          | Indonésia      |
| Frederico Morais   | Portugal       |
| Billy Stairmand    | Nova Zelândia  |
| Ramzi Boukhiam     | Marrocos       |
| Leandro Usuna      | Argentina      |
| Hiroto Ohhara      | Japão          |

### Mulheres
| Competidora         | País           |
| ------------------- | -------------- |
| Carissa Moore       | Estados Unidos |
| Caroline Marks      | Estados Unidos |
| Tatiana Weston-Webb | Brasil         |
| Silvana Lima        | Brasil         |
| Brisa Hennessy      | Costa Rica     |
| Sally Fitzgibbons   | Austrália      |
| Stephanie Gilmore   | Austrália      |
| Johanne Defay       | França         |
| Yolanda Sequeira    | Portugal       |
| Teresa Bonvalot     | Portugal       |
| Daniella Rosas      | Peru           |
| Leilani McGonagle   | Costa Rica     |
| Mahina Maeda        | Japão          |
| Amuro Tsuzuki       | Japão          |
| Pauline Ado         | França         |
| Anat Lelior         | Israel         |
| Bianca Buitendag    | África do Sul  |
| Ella Williams       | Nova Zelândia  |
| Sofía Mulánovich    | Peru           |
| Dominic Barona      | Equador        |